# Highball

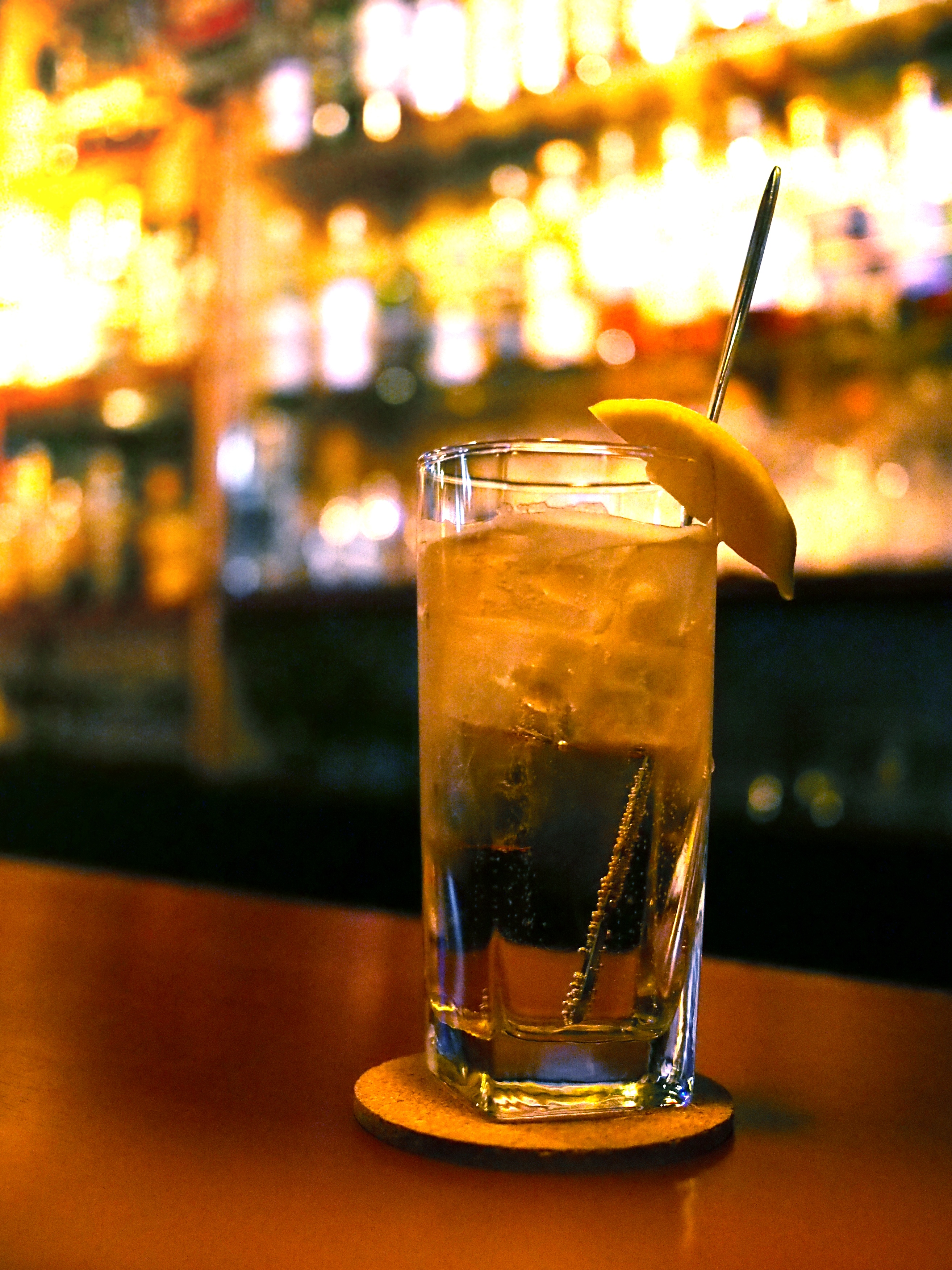
Een highball met whisky en soda (bruiswater)

Een highball is een mixdrankje met een alcoholische basis en een groter deel niet-alcoholische drank, vaak koolzuurhoudend. Een highball wordt meestal geserveerd met ijs in een groot recht longdrinkglas.
De oorspronkelijke highball, de Scotch and soda, bestaat uit Schotse whisky met bruiswater (sodawater). Andere bekende highballs zijn de Seven and Seven, gin en tonic, screwdriver, fernando, wodka lemon en Cuba Libre.
Highballs zijn erg in trek in Japan, waar de term ハイボール (haibōru) synoniem is met whisky en soda. Andere varianten van de drank eindigen in het Japans op -hai.